# Graphidurina auriplaga
Graphidurina auriplaga är en fjärilsart som beskrevs av Sergius G. Kiriakoff 1963. Graphidurina auriplaga ingår i släktet Graphidurina och familjen tandspinnare. Inga underarter finns listade i Catalogue of Life.